# 40 nap és 40 éjszaka
A 40 nap és 40 éjszaka (eredeti cím: 40 Days and 40 Nights) 2002-ben bemutatott romantikus vígjáték, melynek rendezője Michael Lehmann, forgatókönyvírója Rob Perez. A főszerepben Josh Hartnett, Shannyn Sossamon és Paulo Costanzo látható. 
A filmet az Amerikai Egyesült Államokban 2002. március 1-én mutatták be, Magyarországon május 30-án a UIP-Dunafilm jóvoltából.

## Cselekmény
A San Franciscóban élő internetes szakértőt, Matt Sullivant dobja barátnője, Nicole. Az exéhez fűződő fixációja miatt Matt úgy érzi, mintha egy fekete lyukba esne az egyéjszakás kalandok során. Bátyjával, a katolikus papnak készülő Johnnal és idősebb kollégájával folytatott megbeszélések után úgy dönt, hogy a nagyböjt kezdetén 40 napig tartózkodik minden szexuális tevékenységtől.
Szobatársa, Ryan indiszkréciója után Matt baráti körében fogadások kezdődnek, hogy vajon kibír-e 40 napot. Néhány kolléganő megpróbálja elcsábítani Mattet; azt is felajánlják, hogy az éjszakát együtt töltik, mint egy pár, és megcsókolják egymást. Ezzel egy időben Matt egy mosodában találkozik Erica Suttonnal, aki felkeltette az érdeklődését. Néhány randi után Erica tudomást szerez a fogadalomról; a kezdeti sokk után azt követeli, hogy a férfi tartson ki a végsőkig, mielőtt a kapcsolatuk szóba jöhetne. Matt számos kétséget él át, és meztelen nőkről vannak látomásai.
Amikor Nicole-t dobja új vőlegénye, a lány hirtelen újra többet akar Matt-től, amit a férfi visszautasít. Matt hagyja, hogy Ryan az ágyhoz kötözze. Nicole megerőszakolja az alvó férfit néhány perccel a böjt lejárta előtt. Matt lakásából kifelé menet összefut Ericával, aki belép a lakásba, meglátja a foltokat Matt alsóneműjén, majd dühösen és csalódottan távozik.
Néhány nap múlva Matt újra összefut Ericával a mosodában és ráveszi, bocsásson meg neki. A film zárójelenetében Matt látható, amint elbarikádozza magát a szobájában Ericával és barátai ismét fogadásokat kötnek, ezúttal arra, vajon meddig bírja az ágyban.

## Szereplők
| Színész             | Szerep          | Magyar hang            |
| ------------------- | --------------- | ---------------------- |
| Josh Hartnett       | Matt Sullivan   | Király Attila          |
| Shannyn Sossamon    | Erica Sutton    | Pikali Gerda           |
| Paulo Costanzo      | Ryan            | Boros Zoltán           |
| Maggie Gyllenhaal   | Sam             |                        |
| Vinessa Shaw        | Nicole          | Schell Judit           |
| Adam Trese          | John Sullivan   | Laklóth Aladár         |
| Griffin Dunne       | Jerry Anderson  | Sinkovits-Vitay András |
| Keegan Connor Tracy | Mandy           |                        |
| Emmanuelle Vaugier  | Susie           |                        |
| Monet Mazur         | Candy           |                        |
| Christine Chatelain | Andie           |                        |
| Mike Maronna        | Fánkos srác     | Bozsó Péter            |
| Stanley Anderson    | Maher atya      |                        |
| Lorin Heath         | Diana           |                        |
| Glenn Fitzgerald    | Chris           | Karácsonyi Zoltán      |
| Jarrad Paul         | Duncan          |                        |
| Terry Chen          | Neil            |                        |
| Kai Lennox          | Nick            |                        |
| Chris Gauthier      | Mikey           | Minárovits Péter       |
| Barry Newman        | Walter Sullivan | Tordy Géza             |
| Mary Gross          | Bev Sullivan    |                        |
| Dylan Neal          | David Brokaw    |                        |

## A film készítése
Rob Perez író elmondása szerint a filmet a város összes stúdiójának elküldték, és végül sikerült szerződést kötniük. Perez néhány hónappal később leadta az első vázlatot, a film pedig zöld utat kapott. Tizenhárom hónappal a forgatókönyv leadása után elkezdődött a forgatás. A filmet másfél évvel később mutatták be. 
Perez utólag megjegyezte, a szerencsén múlott a film elkészülte: „Akkoriban azt hittem, a film a forgatókönyv miatt készült el. Visszatekintve azonban úgy gondolom, hogy húsz teljesen véletlenszerű csillag együttállása miatt valósulhatott meg. Hozzájárult továbbá az is, hogy a stúdióba egy újabb együttműködésből pénz érkezett; a legutóbbi filmjeik sikert arattak; az olyan fiatalos vígjátékok, mint az enyém, akkoriban nagyon népszerűek voltak; néhány eladható színész a korosztályból a főszerepre vágyott; a vezető(k)nek történetesen tetszett (vagy legalábbis úgy gondolták, hogy profitábilis) a koncepció/forgatókönyv; és a producer elég lelkes volt ahhoz, hogy amikor akadályokba ütközött, más utakat találjon a továbblépéshez. Folytathatnám a sort, de remélem, ennyi elég lesz, hogy szemléltessem a mondandómat: a film 20 olyan dolog miatt készült el, aminek semmi köze nem volt a forgatókönyvhöz.”
A filmet elsősorban Vancouverben forgatták, de néhány San Francisco-i helyszín is szerepel benne, többek között a Potrero Hill.

## Fogadtatás

### Bevételi adatok
A film a nyitóhétvégén 12 229 529 dollárt termelt. Az észak-amerikai jegypénztáraknál 37 939 782, más területeken 57 152 885 dolláros bevételt ért el, összbevétele így 95 146 283 dollár lett.

### Kritikai visszhang
2005-ben az Empire magazin felvette a filmet a "Legrosszabb szexjelenetek" listájára.

## Fordítás
- Ez a szócikk részben vagy egészben  a(z)   40 Days and 40 Nights című angol Wikipédia-szócikk fordításán alapul.  Az eredeti cikk szerkesztőit annak laptörténete sorolja fel. Ez a jelzés csupán a megfogalmazás eredetét és a szerzői jogokat jelzi, nem szolgál a cikkben szereplő információk forrásmegjelöléseként.